# Fahnenpatin
Die Fahnenpatin war im deutschsprachigen Raum traditionell eine Frau aus der höheren Gesellschaft, die bei der Fahnenweihe die Ehrenfunktion der Patin der Fahne übernahm. War die Fahnenpatin eine Prinzessin oder Herzogin, wurde sie in der Provinz meist durch eine lokale weibliche Persönlichkeit vertreten.
In vielen Fällen spendete die Fahnenpatin ein mit einem Wahlspruch versehenes Fahnenband. Beispielsweise spendete Erzherzogin Valerie 1873 ein besticktes Fahnenband für das k.k. privilegierte Scharfschützenkorps der Stadt Gabel in Nordböhmen (heute: Jablonné v Podještědí) – der Wahlspruch lautete: „Altbewährt und treu“.
In Bayern und Österreich gibt es das Ehrenamt der Fahnenpatin bis heute.